# Рибчинський Дмитро Дмитрович
Дмитро Дмитрович Рибчинський (рос. Дми́трий Дми́триевич Рыбчи́нский, нар. 19 серпня 1998, Москва) — російський футболіст, півзахисник клубу «Локомотив» (Москва).
На правах оренди грає у «Парі Нижній Новгород».

## Ігрова кар'єра
Починав займатися футболом в академіях московських клубів «Ніка» і «Торпедо». У 2012 році перейшов у футбольну школу московського «Локомотива». 7 березня 2015 дебютував в молодіжній першості Росії — в матчі 18-го туру з «Ростовом» вийшов на поле на 81-й хвилині. У наступному сезоні провів шість матчів, а «Локомотив» став переможцем першості. Всього за молодіжну команду зіграв в 47 матчах і забив 6 м'ячів/.
19 липня 2017 дебютував у професійному футболі за фарм-клуб «Локомотива» — «Казанку». У матчі першого туру першості ПФЛ проти клубу « Знамя Труда» (7:0) Рибчинський вийшов в стартовому складі і вже на 10-й хвилині забив свій перший гол.
У лютому 2019 року рушив разом з основною командою «Локомотива» на збір в іспанську Марбелью. 10 березня вперше потрапив в заявку клубу на матч прем'єр-ліги з «Анжі». Дебютував у чемпіонаті 15 липня 2019 року, вийшовши на поле в матчі з «Рубіном» замість Рифата Жемалетдінова.

## Досягнення
«Локомотив»
- Срібний призер чемпіонату Росії: 2018/19, 2019/20
- Володар Кубка Росії: 2018/19, 2020/21
- Володар Суперкубка Росії: 2019
- Переможець молодіжної першості Росії: 2015/16